# Полинг, Лайнус
Ла́йнус Карл По́линг (англ. Linus Carl Pauling; 28 февраля 1901, Портленд, Орегон, США — 19 августа 1994, Биг-Сур, Калифорния, США) — американский химик, кристаллограф, лауреат двух Нобелевских премий: по химии (1954) и премии мира (1962), а также Международной Ленинской премии «За укрепление мира между народами» (1970).
Член Национальной академии наук США (1933), иностранный член Лондонского королевского общества (1948), Академии наук СССР (1958), Французской академии наук (1966; корреспондент с 1948).

## Биография

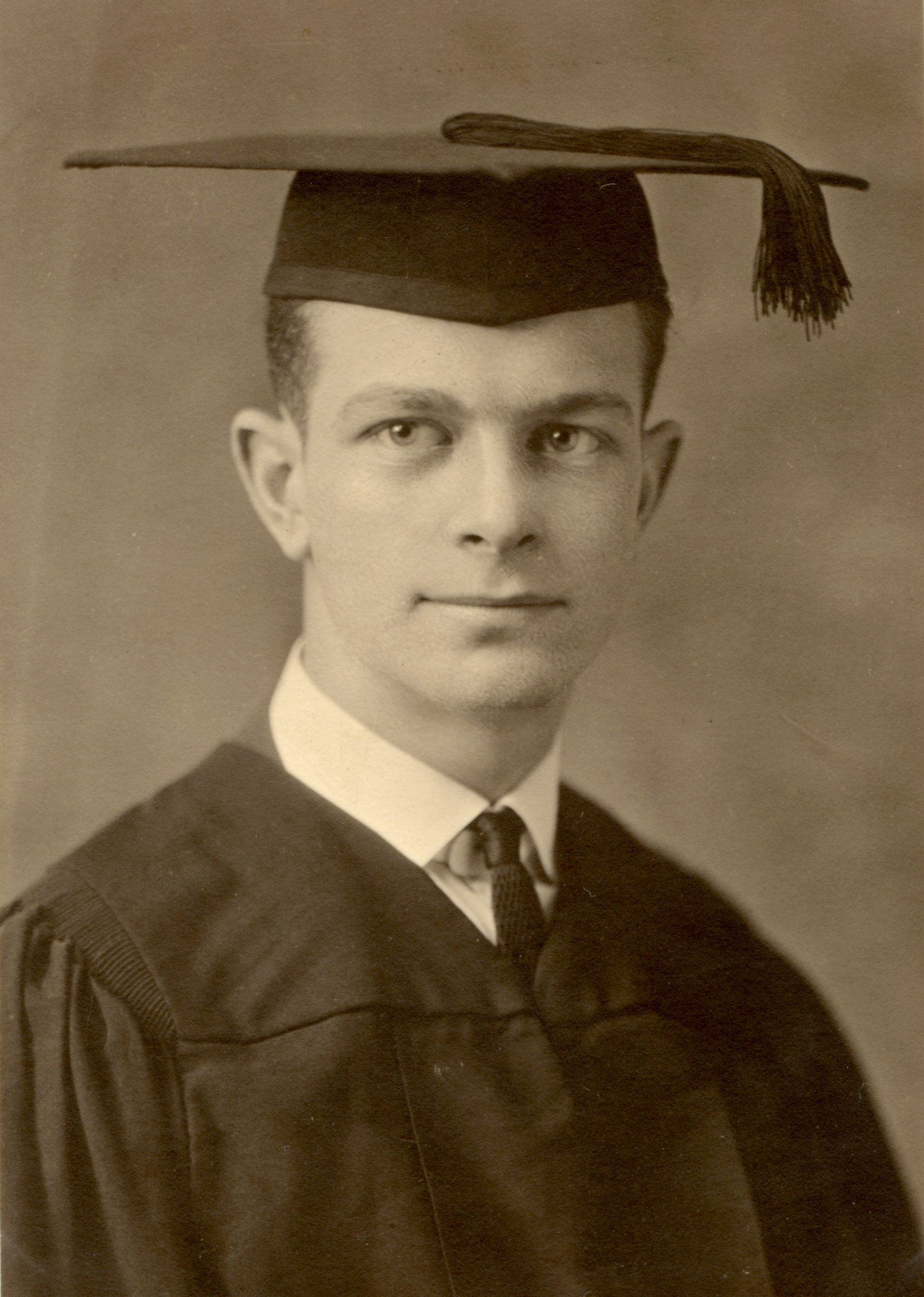
Выпускная фотография Полинга (Университет штата Орегон, 1922)

Лайнус Карл Полинг родился в Портленде (штат Орегон) 28 февраля 1901 года.
Лайнус Полинг был первым ребёнком Германа Полинга, сына немецких иммигрантов, и Люси Изабель (Дарлинг) Полинг, происходившей от дореволюционного ирландского рода. В семье были две младшие дочери: Полина Дарлинг (р. 1902) и Люсиль (р. 1904). Герман Полинг работал в то время коммивояжёром для медицинской компании-поставщика и переехал в 1905 году в Кондон, штат Орегон, где он открыл свою собственную аптеку.
Именно в этом городе, в засушливом местечке, на востоке от побережья, Полинг первый раз пошёл в школу. Он рано научился читать и начал «поглощать» книги. В 1910 году семья переехала в Портленд, где его отец написал письмо в The Oregonian, местную газету, прося совета о подходящей для чтения литературе для своего девятилетнего сына, который уже читал Библию и теорию эволюции Дарвина.
Лайнус хорошо учился в школе. Он собирал насекомых и минералы, и жадно читал книги. Он решил стать химиком в 1914 году, когда однокурсник, Ллойд A. Джеффресс, показал ему некоторые химические опыты, которые он поставил у себя дома. С неохотного одобрения своей матери он ушёл из школы в 1917 году без диплома и поступил в Орегонский сельскохозяйственный колледж в Корваллисе на химического инженера, но через два года его мать захотела, чтобы он оставил колледж, для зарабатывания денег, чтобы поддержать семью. Он впечатлял своих учителей, в 1919 году, после летней работы в качестве инспектора дорожного покрытия штата Орегон, ему предложили штатную должность в качестве преподавателя по качественному анализу на химическом факультете.
В 1922 году он женился на Аве Элен Миллер (умерла в 1981 году), которая родила ему четверых детей: Лайнус Карл, Петр Джеффресс, Линда Елена (Камб), и Эдвард Креллин.
Полинг поступил в аспирантуру Калифорнийского технологического института в 1922 году и оставался в нём ещё более 40 лет. Он выбрал Калифорнийский технологический институт, потому что в нём он мог защитить докторскую в течение 3 лет (в Гарварде — 6 лет), кроме того Артур Амос Нойес предложил ему скромную стипендию за частичную занятость в качестве преподавателя. Это был удачный выбор, как для Полинга, так и для Калифорнийского технологического института. В конце жизни Полинг писал: «Годы спустя… Я понял, что не было в мире лучше места в 1922 году, в котором меня подготовили бы лучше для моей карьеры учёного» (1994). Докторская работа Полинга была посвящена определению кристаллической структуры молекул методом рентгеновской дифракции под руководством Роско Гилки Дикинсона (1894—1945), который получил докторскую степень двумя годами ранее (он был первым, кто получил Ph.D. в Калтехе). Нойес получил одну из вновь созданных стипендий Гуггенхайма для восходящей звезды и послал его и его молодую жену в институт теоретической физики под руководством Арнольда Зоммерфельда (1868—1951) в Мюнхен. Они прибыли в апреле 1926 года, в это время модель Бора — Зоммерфельда вытесняется «новой» квантовой механикой. Это было захватывающее время, и Полинг знал, что ему повезло быть там в одном из центров. Он был единственным химиком в институте Зоммерфельда и сразу увидел, что новой физике суждено обеспечить теоретическую основу для понимания структуры и поведения молекул. Год в Европе имел решающее влияние на научное развитие Полинга. Кроме пребывания в Мюнхене, он побывал в Копенгагене весной 1927 года, а затем провёл лето в Цюрихе.
Одним из непосредственных результатов пребывания в Мюнхене была первая статья Полинга (1927) в Трудах Королевского общества в Лондоне, представленная самим Зоммерфельдом. Полингу не терпелось применить новую волновую механику для расчёта свойств многоэлектронных атомов, и он нашёл способ сделать это с помощью водородоподобных одноэлектронных волновых функций внешних электронов с эффективным ядерным зарядом на основе эмпирических констант внутренних электронов.
По возвращении в Стенфорд в 1973 году Полинг стал сооснователем некоммерческой организации, названной его именем (англ. «The Linus Pauling Institute of Science and Medicine»), ныне действующей в составе Орегонского университета (США).
Лайнус Полинг умер на своём ранчо в Биг Сур (Калифорния) 19 августа 1994 года от рака простаты.

## Научные исследования
Научные интересы Полинга были очень широки: квантовая механика, кристаллография, минералогия, структурная химия, анестезия, иммунология, медицина, эволюция. Обладая феноменальной памятью, он внёс особый и решающий вклад в этих и смежных с ними областях науки. Полинг наиболее известен своим определением химической связи, открытием основных элементов вторичной структуры белка: альфа-спирали и бета-листа, и первой идентификацией молекулярного заболевания (серповидноклеточной анемии); помимо этого у него имеется масса других важных достижений. Полинг был одним из основателей молекулярной биологии в истинном смысле этого слова. За эти достижения он был удостоен в 1954 году Нобелевской премии по химии.
Однако Полинг был известен не только как учёный. Во второй половине жизни он посвятил своё время и энергию вопросам здоровья и необходимости исключить возможность войны в ядерный век. Его активное противодействие ядерным испытаниям привело к политическому преследованию в своей стране. Полинг повлиял на обеспечение в 1963 году международного договора о запрещении ядерных испытаний в атмосфере. С присуждением в 1962 году Нобелевской премии, Полинг стал первым человеком, кто получил две персональные Нобелевские премии (Мария Кюри получила одну, а вторую разделила со своим мужем). Имя Полинга известно также широкой общественности благодаря его основанной на личном примере пропаганде употребления больших доз аскорбиновой кислоты (витамина C) в качестве пищевой добавки для улучшения общего здоровья и предотвращения (или хотя бы уменьшения тяжести протекания) таких заболеваний, как простуда и рак (ортомолекулярная медицина). Для лечения раковых заболеваний он вводил больным внутривенно огромные дозы витамина C: 10 000 миллиграммов в сутки, при том, что ежедневная норма не превышает 100 мг.

### Природа химической связи
В 1927 году Полинг вернулся в Калифорнийский технологический институт в качестве ассистента профессора теоретической химии. В следующие 12 лет печатаются замечательные серии статей, которые создают ему международную репутацию. Его способности были быстро признаны благодаря продвижению (доцент — 1929; профессор — 1931), наградам (премия Ленгмюра, 1931), выборам в Национальную академию наук (1933). Благодаря его трудам и лекциям Полинг зарекомендовал себя как основатель так называемой структурной химии, позволившей по-новому взглянуть на молекулы и кристаллы.
Правило Полинга: принимая во внимание, что бинарные электролиты, такие как галогениды щелочных металлов, ограничены в типах своих кристаллических структур, разнообразие структур, открытых для более сложных веществ, таких как слюда, KAl3Si3O10(ОН)2, может оказаться безграничным. Полинг в 1929 году сформулировал ряд правил о стабильности таких структур, которые оказались чрезвычайно удобными как в тестировании правильности предложенных структур, так и в предсказании неизвестных.

### Квантовая химия
В 1927 году Берро решил уравнение Шрёдингера для иона молекулы водорода H2+ в эллиптических координатах, и полученные значениях для межатомного расстояния и энергии связи хорошо согласовались с экспериментом. Волновая функция Берро не в состоянии привести к физическому пониманию стабильности системы. Впоследствии Полинг (1928) подчёркивал, что хотя приблизительная обработка возмущения не будет предоставлять новой информации, было бы полезно знать, как это происходит: «Поскольку методы возмущения могут быть применены ко многим системам, для которых не может быть точно решено волновое уравнение…». Полинг сначала показал, что классическое взаимодействие атома водорода в основном состоянии и протона — отталкивание на всех расстояниях. Однако, если электрон не локализован на одном из атомов, и волновая функция взята в качестве линейной комбинации двух основных состояний атомных волновых функции, то у энергии взаимодействия есть явный минимум в интервале приблизительно 2 а. е. Это было первым примером того, что стало потом известным как метод линейной комбинации атомных орбиталей (ЛКАО). Много было сделано Полингом для валентной связи (VB), теории молекулярных орбиталей (МО). Последняя, разработанная Фридрихом Хундом (1896—1997), Эрихом Хюккелем (1896—1980) и Робертом С. Малликеном (1896—1986), работает в терминах орбиталей, распространённых по всей молекуле, этим орбиталям в соответствии с их оценённой энергией присваиваются два электрона с противоположными спинами к каждой из связанных орбиталей. Электронные возбуждённые состояния соответствуют переносу одного или нескольких электронов от связывающей к разрыхляющей орбитали.
Позднее теория молекулярных орбиталей зарекомендовала себя пригодной для компьютерных вычислений многоцентровых молекул.
В 1954 году Нобелевский комитет удостоил Полинга премии по химии «за изучение природы химической связи и его применение к объяснению строения сложных молекул». В своей Нобелевской лекции он говорил о том, что будущие химики станут «опираться на новую структурную химию, в том числе на точно определённые геометрические взаимоотношения между атомами в молекулах, и строгое применение новых структурных принципов» и о том, что «благодаря этой методологии будет достигнут значительный прогресс в решении проблем биологии и медицины с помощью химических методов».
В сентябре 1958 года на симпозиуме, посвящённом памяти Кекуле, Лайнус Полинг вводит и обосновывает теорию изогнутой химической связи вместо σ, π — описания для двойной и тройной связи и сопряжённых систем.
Полинг был президентом Американского химического общества (1948) и Тихоокеанского отделения Американской ассоциации содействия развитию науки (1942—1945), а также вице-президентом Американского философского общества (1951—1954). Полинг вывел свою концепцию частично из ионной связи. Энергию связи можно рассматривать как сумму двух вкладов — ковалентной части и ионной части. Термохимические энергии связи D(A−B) между атомами А и В, в общем, больше, чем среднее арифметическое значение энергий D(A−А) и D(B−B) гомоядерных молекул. Полинг относил дополнительную энергию Δ(A−B) к ионному резонансу и обнаружил, что может присвоить значения ХА и т. д., чтобы такие элементы с Δ(A−B) приблизительно были пропорциональны (XA − XB)². Значения Х образуют шкалу (шкалу электроотрицательностей), в которой у фтора х = 4, он является самым электроотрицательным элементом, у цезия х = 0,7. Помимо обеспечения основы для оценки энергий связи гетерополярных связей, эти значения х также могут быть использованы для оценки дипольного момента и ионного характера связей.

### Молекулярная биология
Исследование природы химической связи, возможно, знаменует кульминацию вклада Полинга в теорию химической связи. В частности, достижения следуют из важной статьи (1947) о структуре металлов, но интерес к химической связи в настоящее время перетёк в интерес к структуре и функциям биологических молекул. Есть намёки на это в главе о водородных связях. Полинг был одним из первых, кто изложил её значение для биомолекул: из-за своей малой энергии связи и малой энергии активации, характеризующих её формирование и разрушение, водородная связь играет определённую роль в реакциях, протекающих при нормальной температуре. Было признано, что водородные связи стабилизируют пространственную структуру молекул белков.
Важность водородных связей в структуре белка вряд ли можно переоценить. «Потеря нативной конформации разрушает характерные свойства белка. Из-за разницы энтропий между нативной и денатурированной формами трипсина установлено, что около 1020 конформаций доступны для денатурированной молекулы белка. При нагревании или изменении рН раствора около изоэлектрической точки белка развёрнутые сегменты кислотных или основных боковых цепей запутываются друг с другом, связывая молекулы вместе, и в конечном итоге это приводит к образованию сгустка».
Это было первой современной теорией нативных и денатурированных белков.

## Политическая деятельность
Полинг был известен не только как учёный; он был также известным общественным деятелем в Соединённых Штатах. Он удостоился президентской Медали за заслуги, самой высокой гражданской чести в Соединённых Штатах и был награждён президентом Труменом в 1948 году. Сразу после августа 1945 года Полинг заинтересовался вовлечением атомных достижений в международные отношения и необходимостью контроля за ядерным оружием. Его лекции и письма на этот счёт скоро привлекли внимание ФБР и других правительственных служб. Не побоявшись этого, он, при поддержке своей жены Авы Хелен, стал занимать более активную позицию. Он подписал ходатайства, присоединился к организациям (таким как Чрезвычайный комитет учёных-атомщиков, возглавляемый Альбертом Эйнштейном, и Американский союз защиты гражданских свобод), и убедительно выступал против развития ядерного оружия. В период маккартизма, и особенно во время Корейской войны этого было достаточно, чтобы подозревать его в угрозе безопасности.
В марте 1954 года, после взрыва «грязной» термоядерной бомбы «Касл Браво» на атолле Бикини, Полинг снова был объектом новостных сообщений, когда он начал привлекать внимание общественности к международной опасности радиоактивных осадков в атмосфере. Полинг заявлял, что увеличение содержания радиоактивных изотопов в атмосфере не только опасно для проживания сейчас, но и для будущих поколений тоже.
В июне 1961 года Полинг и его жена созвали конференцию в Осло (Норвегия) против распространения ядерного оружия. В сентябре того же года, несмотря на обращения к Никите Хрущёву, СССР возобновил испытания ядерного оружия в атмосфере, а на следующий год, в марте, это сделали США. Полинг также составил проект предлагаемого договора о запрещении таких испытаний. В июле 1963 года США, СССР и Великобритания подписали договор о запрещении ядерных испытаний, в основе которого лежал этот проект.
В 1962 году Полинг был награждён Нобелевской премией мира. В своей Нобелевской лекции он выразил надежду на то, что договор о запрещении ядерных испытаний положит «начало серии договоров, которые приведут к созданию нового мира, где возможность войны будет навсегда исключена».
В том же году он вышел в отставку из Калифорнийского технологического института и стал профессором-исследователем в Центре изучения демократических институтов в Санта-Барбаре (штат Калифорния). Здесь он смог уделять больше времени проблемам международного разоружения. В 1967 году он также занял должность профессора химии в Калифорнийском университете в Сан-Диего, надеясь проводить больше времени за исследованиями в области молекулярной медицины. Спустя два года он ушёл оттуда и стал профессором химии Стэнфордского университета в Пало-Альто (штат Калифорния).
В 1992 году Полинг подписал «Предупреждение человечеству».

### Критика научных идей Полинга в СССР
В конце 1940-х годов в СССР была начата кампания идеологического вмешательства в химию, призванная, наряду с аналогичными пропагандистскими мероприятиями в других областях науки, «очистить советскую науку от буржуазных, идеалистических теорий» и «рабского преклонения перед буржуазными научными авторитетами».
Основным объектом критики стала теория резонанса, предложенная Л. Полингом как часть представлений об электронной структуре молекул с делокализованной электронной плотностью. В СССР теория была объявлена «идеалистической» — и поэтому неприемлемой для использования в науке и образовании.
В критических публикациях (в частности, Б. М. Кедрова) в адрес теории Полинга фактически накладывался запрет на использование физических методов в химии, физических и химических в биологии и т. п. Была сделана попытка связать теорию резонанса с вейсманизмом-морганизмом, то есть как бы заложить основу объединённого фронта борьбы с передовыми научными направлениями:

«Теория резонанса», будучи идеалистической и агностической, противостоит материалистической теории Бутлерова, как несовместимая и непримиримая с ней; … сторонники «теории резонанса» игнорировали её и извращали её существо. «Теория резонанса», будучи насквозь механистической, отрицает качественные, специфические особенности органического вещества и совершенно ложно пытается сводить закономерности органической химии к закономерностям квантовой механики… Мезомерийно-резонансная теория в органической химии представляет собою такое же проявление общей реакционной идеологии, как и вейсманизм-морганизм в биологии, как и современный «физический» идеализм, с которыми она тесно связана.
— Кедров Б. М. Против «физического» идеализма в химической науке. Цит. по Лисичкин и Шелепин, 2003
В июне 1951 года прошла Всесоюзная конференция по состоянию теории химического состава органической химии, на которой резонансная теория Полинга и теория мезомерии Ингольда были объявлены буржуазными и лженаучными.
Гонения на теорию резонанса в органической химии получили негативную оценку в мировой научной среде. В одном из журналов Американского химического общества в обзоре, посвящённом положению в советской химической науке, в частности, отмечалось:

В большинстве русских статей на эти темы (…), по-видимому, преобладает шовинистическая идея, что теория резонанса Лайнуса Полинга противоречит догмам диалектического материализма и поэтому должна быть отвергнута. Размах и резкость этого осуждения не имеет аналогов в истории химии.
Оригинальный текст (англ.)The large majority of Russian papers on these subjects (...) apparently arising from the chauvinistic idea that the resonance theory of Linus Pauling opposes the tenets of dialectical materialism and therefore must be rejected. The intensity and crudeness of this invective appear to be without parallel in the annals of chemistry.

## Высказывания Полинга об особой роли витамина C
С 1940 году у Полинга было диагностировано воспаление почек (англ. Bright's disease — название устарело, в современной медицине ему соответствует группа диагнозов «хронический нефрит»). Для его лечения Полинг придерживался рекомендованной Томасом Аддисом строгой диеты.
В 1966 году, получив от Ирвина Стоуна рекомендацию лечить простуду витамином C, Полинг начал принимать 3 грамма аскорбиновой кислоты каждый день. Почти сразу он почувствовал себя живее и здоровее. В течение нескольких последующих лет эпизоды простуды, которые мучили его длительное время, стали менее тяжёлыми и менее частыми. Благодаря этому опыту Полинг поверил, что ежедневный приём больших доз витамина C приносит пользу здоровью. Он стал пропагандировать приём витамина C, читать посвящённые этому вопросу лекции и написал популярные книги, что вызвало недовольство американского медицинского сообщества.
В книге «Витамин C и здоровье» (англ. Vitamin C and the Common Cold), опубликованной в 1970 году (пер. на русск. яз. в 1974 г. изд-вом «Наука»), Полинг изложил свои доводы в поддержку терапевтических свойств витамина C. В начале 1970-х годов он сформулировал теорию ортомолекулярной медицины, в которой подчёркивалось значение витаминов и аминокислот. В 1973 году был основан Научный медицинский институт Лайнуса Полинга в Пало-Альто. В течение первых двух лет он был его президентом, а затем стал там профессором. Его книга о витамине C быстро стала бестселлером. В результате в Америке и позже в других странах миллионы людей были убеждены, что ежедневное потребление 1—2 граммов аскорбиновой кислоты оказывает благоприятное воздействие на здоровье и хорошее самочувствие.
Полинг полагал, что приём витамина C и других антиоксидантов в больших дозах может способствовать излечению от множества различных болезней, включая рак. Несколько опытов на модельных культурах клеток животных показали, что витамин C может уничтожать некоторые опухолевые клетки (переродившиеся клетки модельных клеточных культур). Однако на живых человеческих организмах такой эффект не обнаружен: систематические метаобзоры клинических исследований с сотнями тысяч пациентов демонстрируют, что приём витамина C и других добавок-антиоксидантов либо не влияет на смертность от рака, либо снижает продолжительность жизни больных:
для всех видов опухолей пищеварительной системы аскорбиновая кислота не влияет на развитие опухоли и не улучшает выживаемость пациентов (а многие другие антиоксиданты, наоборот, увеличивают риск смерти),
для распространённых в США онкологических заболеваний максимум, что даёт витамин C — при внутривенном введении снижает неприятные побочные эффекты отдельных вариантов противораковой терапии для отдельных случаев онкологических заболеваний, для других случаев имеет негативный эффект и повышает риск осложнений, в остальных случаях не оказывает эффекта.

## Полинг как человек
Полинг прожил длинную и продуктивную жизнь. Как учёный, посредством своих статей и личного воздействия, он повлиял на несколько поколений химиков и биологов. Как политический активист, он бросил вызов политическому и военному сообществу Соединённых Штатов и помог им измениться. Как борец за здоровье, он покорил медицинское сообщество и убедил миллионы людей есть дополнительное количество витаминов. Об этом в своих воспоминаниях высказался британский кристаллохимик Джек Дьюниц:

Он мог быть действительно очень убедительным. Его лекции очаровывали, и у него был характерный простой литературный стиль. … Честолюбивый? Эгоистичный? Несомненно. Без этих черт он был бы не в состоянии достигнуть того, что сделал. Но он, с весёлым мерцанием в глазах, был очень очаровательным как в обществе, так и в личных встречах.
Оригинальный текст (англ.)He could be very persuasive indeed. His lectures were spell-binding, and he had a characteristically simple and direct literary style. … Ambitious? Self-centered? Undoubtedly. Without these traits he would not have been able to accomplish as much as he did. But he often had a merry twinkle in his eyes and could be very charming, both as a public personality and in private.

## Награды и признание
Полинг был удостоен следующих наград:
- 1926 — Стипендия Гуггенхайма (получал эту стипендию так же в 1927 и в 1965 году)[41]
- 1931 — Премия ACS по теоретической химии[англ.]
- 1931 — Премия Ирвинга Ленгмюра[англ.]
- 1942 — Медаль «За заслуги»[42]
- 1945 — Силлимановская лекция
- 1946 — Премия Уилларда Гиббса
- 1947 — Медаль Дэви от Лондонского королевского общества
- 1954 — Нобелевская премия по химии, «за изучение природы химической связи и его применение к объяснению строения сложных молекул»
- 1959 — Мессенджеровские лекции
- 1961 — Гуманист года
- 1966 — Премия мира имени Ганди[англ.]
- 1962 — Нобелевская премия мира, за его деятельность, направленную на запрещение ядерных испытаний в атмосфере
- 1966 — Премия Лайнуса Полинга
- 1967 — Медаль Рёблинга
- 1970 — Международная Ленинская премия «За укрепление мира между народами»
- 1971 — Научная премия Phi Beta Kappa[англ.]
- 1974 — Национальная научная медаль США
- 1975 — Медаль «За научные достижения» Национального научного фонда США
- 1977 — Золотая медаль имени М. В. Ломоносова АН СССР
- 1979 — Премия НАН США по химическим наукам[англ.]
- 1984 — Медаль Пристли от Американского химического общества
- 1986 — Медаль Лавуазье[нем.]
- 1989 — Премия Вэнивара Буша
- 1990 — Медаль Толмена[англ.]
- 1994 — Медаль Бенджамина Франклина (Американское философское общество)[нем.]
- 2008 — Введён в Калифорнийский зал славы[англ.]

За политический активизм Полинга в его честь был назван Линус Торвальдс.